# 罗德 (摩泽尔省)
罗德（法語：Rhodes，法語發音：[ʁɔd]）是法国摩泽尔省的一个市镇，属于萨尔堡-萨兰堡区。

## 地理
罗德（48°45'32"N, 6°53'50"E）面积11.39 平方千米，位于法国大東部大區摩泽尔省，该省份为法国东北部内陆省份，是洛林的一部分，西南接默尔特-摩泽尔省，东临下莱茵省，北与卢森堡和德国接壤。
与罗德接壤的市镇（或旧市镇、城区）包括：迪亚讷卡佩勒、弗里堡、朗加特、朗甘贝尔。

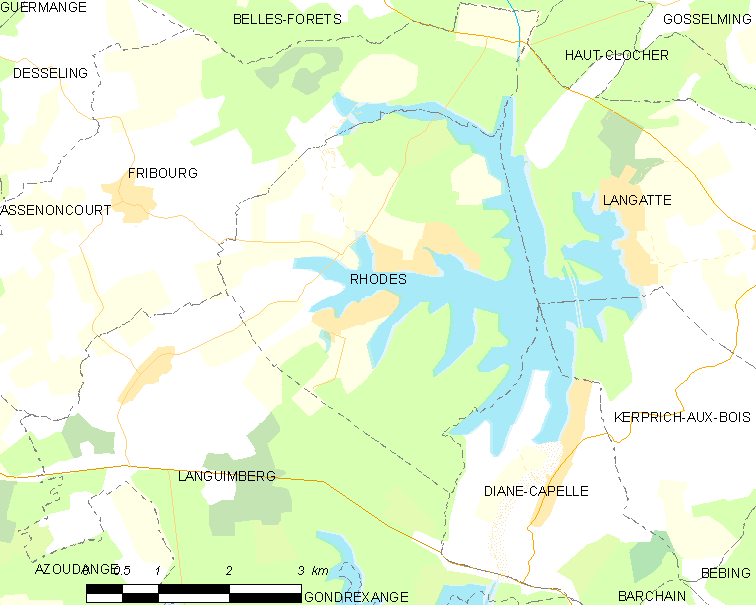
的OSM定位图

罗德的时区为UTC+01:00、UTC+02:00（夏令时）。

## 行政
罗德的邮政编码为57810，INSEE市镇编码为57579。

## 政治
罗德所属的省级选区为萨尔堡县。

## 人口

1962-2008年间人口变化图示

罗德于2022年1月1日时的人口数量为124人。